# Heliconius elevatus
Espèce
Heliconius elevatus est une espèce de papillons de la famille des Nymphalidae, de la sous-famille des Heliconiinae et du genre Heliconius.

## Systématique
L'espèce Heliconius elevatus a été décrite en 1901 par l'entomologiste Émile Nöldner (d),.

### Phylogenèse
Une étude parue dans la revue Nature le 17 avril 2024, menée par des chercheurs des universités de York et de Harvard, démontre que l'espèce Heliconius elevatus est née du croisement de deux autres espèces, il y a environ 180 000 ans : Heliconius pardalinus et Heliconius melpomene.

## Description
C'est un papillon aux ailes allongées et arrondies de couleur marron et orange. Les ailes antérieures ont une partie basale orange et le reste marron avec une barre partielle de taches jaune pâle limitant l'apex marron. Les ailes postérieures sont marron avec une partie basale orange et des  lignes orange qui en sont séparées et vont jusqu'à la marge.
Le revers est semblable.

### Chenilles
La chenille est blanche des taches et des épines noires avec une tête orange.

## Biologie

### Plantes hôtes
Les plantes hôtes sont des Granadilla (Passifloraceae).

## Écologie et distribution
Il est présent en Bolivie, au Brésil, en Équateur, au Guyana, en Guyane, au Pérou et au Venezuela.

### Biotope
Il vit dans la canopée de la forêt tropicale amazonienne.

## Synonymie
- Heliconius elevatus f griseoviridis Neustetter, 1901

## Liste des sous-espèces
Sous-espèces.
- Heliconius elevatus elevatus ; Pérou
- Heliconius elevatus bari Oberthür, 1902 ; Guyana, Guyane
- Heliconius elevatus lapis Lamas, 1976 ; Pérou
- Heliconius elevatus perchlora Joicey & Talboe ; Bolivie
- Heliconius elevatus pseudocupidineus Neustetter, 1931 ; Pérou
- Heliconius elevatus roraima Turner, 1996 ; Guyana
- Heliconius elevatus schmassmanni Joicey & Talbot ; Brésil
- Heliconius elevatus sonjae Neukirchen, 1997 ; Brésil
- Heliconius elevatus taracuanus Bryk, 1953 ; Brésil
- Heliconius elevatus tumatumari Kaye, 1906 ; Guyana
- Heliconius elevatus willmotti Neukirchen, 1997 ; Équateur
- Heliconius elevatus zoelleri Neukirchen, 1990 ; Venezuela

## Publication originale
- (de) E. Nöldner, « Zwei neue Heliconius », Berliner Entomologische Zeitschrift, Berlin, Nicolaische Verlags-Buchhandlung et R. Friedländer & Sohn (d), vol. 46,‎ 4 mars 1901, p. 5-8 (ISSN 0863-1875, OCLC 7723931, lire en ligne).